# ۴۶۵ (پیش از میلاد)
۴۶۵ (پیش از میلاد) ۴۶۵مین سال قبل از تقویم میلادی است.

## درگذشتگان
- خشایارشا : پادشاه امپراتوری هخامنشی.